# All American
All American – amerykański serial (dramat sportowy) wyprodukowany przez Berlanti Productionss, April Blair's Company, CBS Studios oraz Warner Bros. Television Studios, który został stworzony przez April Blair. Serial jest zainspirowany życiem profesjonalnego footbalisty, Spencer Paysinger. Serial jest emitowany od 10 października 2018 roku  przez The CW, a Polsce dzień później udostępniony na platformie HBO GO, natomiast premiera telewizyjna jest zaplanowana na 28 listopada 2018 roku na HBO 3.

## Fabuła
Fabuła serialu skupia się na Spencerze Jamesie, licealiście, który zostaje zrekrutowany przez Billy'ego Bakera do gry dla licealnej drużyny z Beverly Hills. Dla Spencera jest to ogromna szansa, ale musi zmienić szkołę, aby zawalczyć o swoje marzenie, gry w lidze NFL.

## Obsada

### Główna
- Daniel Ezra jako  Spencer James[3]
- Taye Diggs jako  Billy Baker[4]
- Samantha Logan jako Olivia Baker[5]
- Bre-Z jako Tiana "Coop" Cooper[6]
- Greta Onieogou jako Leila Faisal[6]
- Monet Mazur jako Laura Fine-Baker
- Michael Evans Behling jako  Jordan Baker
- Cody Christian jako Asher Adams
- Karimah Westbrook jako Grace James[7]
- Jalyn Hall jako Dillon James[8]

### Role drugoplanowe
- Jay Reeves jako Shawn Scott[9]

### Występy gościnne
- Danielle Campbell jako  Hadley

## Lista odcinków
| Sezon | Odcinki | Oryginalna emisja w The CW | Oryginalna emisja w The CW | Oryginalna emisja w HBO | Oryginalna emisja w HBO |
| Sezon | Odcinki | Premiera sezonu            | Finał sezonu               | Premiera sezonu         | Finał sezonu            |
| ----- | ------- | -------------------------- | -------------------------- | ----------------------- | ----------------------- |
| 1     | 16      | 10 października 2018       | 20 marca 2019              | 28 listopada 2018       | 10 kwietnia 2019        |
| 2     | 16      | 7 października 2019        | 9 marca 2020               | 8 stycznia 2020         | 22 kwietnia 2020        |
| 3     | 19      | 18 stycznia 2021           | 19 lipca 2021              | 19 stycznia 2021        | 20 lipca 2021           |
| 4     | 20      | 25 października 2021       | 23 maja 2022               | 26 października 2021    | 27 maja 2022            |
| 5     | 20      | 10 października 2022       | 15 maja 2023               | 12 października 2022    | 19 maja 2023            |

### Sezon 1 (2018-2019)
| Nr | #  | Tytuł               | Reżyseria                  | Scenariusz                                 | Premiera (The CW)    | Premiera w Polsce (HBO) |
| -- | -- | ------------------- | -------------------------- | ------------------------------------------ | -------------------- | ----------------------- |
| 1  | 1  | Pilot               | Rob Hardy                  | April Blair                                | 10 października 2018 | 28 listopada 2018       |
| 2  | 2  | 99 Problems         | David McWhirter            | April Blair, Mike Herro, David Straus      | 17 października 2018 | 5 grudnia 2018          |
| 3  | 3  | i                   | Rob Hardy                  | Nkechi O. Carroll                          | 24 października 2018 | 12 grudnia 2018         |
| 4  | 4  | Lose Yourself       | Elodie Keene               | John A. Norris                             | 7 listopada 2018     | 19 grudnia 2018         |
| 5  | 5  | All We Got          | Rose Troche                | Robert D. Doty, Lorna Osunsanmi            | 14 listopada 2018    | 23 stycznia 2019        |
| 6  | 6  | The Choice Is Yours | Benny Boom                 | Mike Herro, David Strauss, J. Stone Alston | 28 listopada 2018    | 30 stycznia 2019        |
| 7  | 7  | California Love     | Dawn Wilkinson             | Nkechi Carroll, Michael Bhim               | 5 grudnia 2018       | 6 lutego 2019           |
| 8  | 8  | Homecoming          | Rob Hardy                  | April Blair                                | 12 grudnia 2018      | 13 lutego 2019          |
| 9  | 9  | Keep Ya Head Up     | Kevin Rodney Sullivan      | John A. Norris                             | 16 stycznia 2019     | 20 lutego 2019          |
| 10 | 10 | m.A.A.d. city       | Darren Grant               | Natalie Abrams, Cam'ron Moore              | 23 stycznia 2019     | 27 lutego 2019          |
| 11 | 11 | All Eyez on Me      | Michael Schultz            | J. Stone Alston, Robert D. Doty            | 30 stycznia 2019     | 6 marca 2019            |
| 12 | 12 | Back in the Day     | Elizabeth Allen Rosenbaum  | Nkechi O. Carroll, Lorna Osunsanmi         | 6 lutego 2019        | 13 marca 2019           |
| 13 | 13 | Legacy              | Salli Richardson-Whitfield | John A. Norris                             | 27 lutego 2019       | 20 marca 2019           |
| 14 | 14 | Regulate            | Geoff Sholtz               | Jameal Turner                              | 6 marca 2019         | 27 marca 2019           |
| 15 | 15 | Best Kept Secret    | Michael Schultz            | Mike Herro, David Strauss                  | 13 marca 2019        | 3 kwietnia 2019         |
| 16 | 16 | Championships       | David McWhirter            | Nkechi Okoro Carroll, Michael Bhim         | 20 marca 2019        | 10 kwietnia 2019        |

### Sezon 2 (2019-2020)
| Nr | #  | Tytuł                    | Reżyseria       | Scenariusz                                 | Premiera (The CW)    | Premiera w Polsce (HBO) |
| -- | -- | ------------------------ | --------------- | ------------------------------------------ | -------------------- | ----------------------- |
| 17 | 1  | Hustle & Motivate        | Rob Hardy       | Nkechi Okoro Carroll                       | 7 października 2019  | 8 stycznia 2020         |
| 18 | 2  | Speak Ya Clout           | Michael Schultz | Mike Herro, David Strauss                  | 14 października 2019 | 15 stycznia 2020        |
| 19 | 3  | Never No More            | Sheelin Choksey | Jameal Turner                              | 21 października 2019 | 22 stycznia 2020        |
| 20 | 4  | They Reminisce Over You  | Gregg Simon     | John A. Norris                             | 28 października 2019 | 29 stycznia 2020        |
| 21 | 5  | Bring the Pain           | David McWhirter | Robert D. Doty                             | 11 listopada 2019    | 5 lutego 2020           |
| 22 | 6  | Hard Knock Life          | Kristin Windell | J. Stone Alston, Michael Bhim              | 18 listopada 2019    | 12 lutego 2020          |
| 23 | 7  | Coming Home              | Benny Boom      | Nkechi Okoro Carroll, Lorna Osunsanmi      | 25 listopada 2019    | 19 lutego 2020          |
| 24 | 8  | Life Goes On             | Avi Youbian     | John A. Norris & Laura Nava                | 2 grudnia 2019       | 26 lutego 2020          |
| 25 | 9  | One of Them Nights       | Erica Watson    | Jameal Turner, Cam'ron Moore               | 20 stycznia 2020     | 4 marca 2020            |
| 26 | 10 | Protect Ya Neck          | Dawn Wilkinson  | Mike Herro, David Strauss                  | 27 stycznia 2020     | 11 marca 2020           |
| 27 | 11 | Crossroad                | Ryan Zaragoza   | Robert D. Doty, Lorna Osunsanmi            | 3 lutego 2020        | 18 marca 2020           |
| 28 | 12 | Only Time Will Tell      | Kelli Williams  | John A. Norris                             | 10 lutego 2020       | 25 marca 2020           |
| 29 | 13 | The Art of Peer Pressure | David McWhirter | Jameal Turner, Micah Cyrus                 | 17 lutego 2020       | 1 kwietnia 2020         |
| 30 | 14 | Who Shot Ya              | Nikhil Paniz    | Michael Bhim, Cam'ron Moore                | 24 lutego 2020       | 8 kwietnia 2020         |
| 31 | 15 | Stakes is High           | David Crabtree  | Mike Herro, David Strauss, J. Stone Alston | 2 marca 2020         | 15 kwietnia 2020        |
| 32 | 16 | Decisions                | Michael Schultz | Nkechi Okoro Carroll, Carrie Gutenberg     | 9 marca 2020         | 22 kwietnia 2020        |

## Produkcja
Pod koniec stycznia 2018 roku, stacja  The CW zamówiła pilotowy odcinek seriale.
W kolejnym miesiącu, ogłoszono, że Taye Diggs dołączył do obsady serialu
W marcu poinformowano, że w serialu zagrają: Samantha Logan, Bre-Z, Greta Onieogou, Karimah Westbroo i Daniel Ezra.
12 maja 2018 roku stacja The CW zamówiła serial na sezon telewizyjny na sezon 2018/19, którego emisja została zaplanowana na jesień 2018 roku..
W tym samym miesiącu poinformowano, że Jalyn Hall wcieli się w rolę Dillona Jamesa, młodszego brata Spencera.
W połowie września 2018 roku, ogłoszono, że Jay Reeves otrzymał rolę powracając w serialu jako Shawn Scott.
25 kwietnia 2019 roku, stacja The CW przedłużyła serial o drugi sezon.
Na początku stycznia 2020 roku stacja The CW ogłosiła zamówienie trzeciego sezonu.